# Cirillo II di Alessandria (calcedoniano)
Papa Cirillo II (XI secolo – XII secolo), è stato papa e patriarca greco-ortodosso di Alessandria e di tutta l'Africa nel XII secolo.
Era un dottore e un segretario. Salì al trono patriarcale nel 1110. Fonti datate lo ponevano come successore di Teodosio e predecessore di Eulogio II.